# الإدارة الذاتية لشمال وشرق سوريا
الإدارة الذاتية لشمال وشرق سوريا؛ هي منطقة سوريّة تمتدّ في شمال وشرق سوريا أُنشئَ فيها حكم ذاتي بحكم الأمر الواقع. تسيطر على المنطقة قوات سوريا الديمقراطية وتشمل أجزاء من محافظات الحسكة، الرقة، حلب و‌دير الزور. تُعدّ هذه المنطقة منطقةً متعددة الأعراق وموطنًا لأعداد كبيرة من السكان العرب و‌الكرد و‌السريان والآشوريين، مع مجموعات أصغر من التركمان و‌الأرمن والشيشان و‌اليزيديين.
شاركت قوات سوريا الديمقراطية في الحرب على تنظيم الدولة الإسلامية (داعش)، واستمرّت بضم الأراضي التي تخرج عن سيطرته إلى إدارتها. رغم أنها تتمتع ببضعة علاقات خارجية في إطار الدعم العسكري، إلا أنه لم يُعْتَرَف بالمنطقة رسمياً من قبل حكومة سوريا أو أية دولة أو منظمة دولية.
يجادل مؤيدو المنطقة بأنها نظام علماني رسمي وفق حكم ديمقراطي مباشر يستند إلى أيديولوجية اشتراكية تحررية ويعزز اللامركزية و‌المساواة بين الجنسين و‌الاستدامة البيئية والتسامح التعددي للتنوع الديني والثقافي والسياسي، وأن هذه القيم تنعكس في دستورها ومجتمعها وسياستها، حيث تدعي أنها تشكّل نموذجًا لسوريا فدرالية ككل، بدلًا من الاستقلال التام. وقد شملت بعض الانتقادات الموجهة إلى المنطقة ادعاءات الاستبداد والتجنيد القسري وسجن المعارضين والصحفيين ومضايقتهم، وتشجيع الإيديولوجية الراديكالية المناهضة للرأسمالية، وتأثّر الإدارة بحزب العمال الكردستاني.

## التسمية

خريطة معاهدة سيفر تظهر دولة كردستان المقترحة والتي لا تصل إلى سورية

اخترع القوميّون الكُرد عام 2013 اسما كرديا للمنطقة التي يقطنونها هو «روج آفا»، التي تعني «الغرب» في إشارة إلى «غرب كردستان» الّتي تعد في أدبياتهم جزءًا ممّا يسمّونها «كردستان».[بحاجة لمصدر] وهي منطقة يسعون إلى أن تصبح دولة تضمّ أيضاً أجزاءً أُخرى من إيران وتركيا والعراق. أُنشئت الإدارة الذاتية بداية باسم «فيدرالية روج آفا-شمال سوريا» ثم إثر الضغط الدولي والمحلّي غُيِّر الاسم إلى «النظام الاتحادي الديمقراطي لشمال سوريا»، حيث اضطر حزب الاتحاد الديمقراطي الكردي المسيطر عسكريًّا على المنطقة إلى حذف تسمية «روج آفا» والاستعاضة عن مفردة «الفيدرالية» بمفردة «النظام الاتحادي»، ثم اعتمد التسمية الحالية «الإدارة الذاتية لشمال وشرق سوريا» للإشارة لحكمه الذاتي المستحدث في المنطقة.[هل المصدر موثوق به؟]

## العلاقات الخارجية
اتّخذت تركيا موقفاً صارماً ضد الإدارة الكردية، حيث تصنف وحدات حماية الشعب كامتداد لحزب العمال الكردستاني، الذي يعتبر منظمة إرهابية من قبل الاتحاد الأوروبي وحلف شمال الأطلسي والولايات المتحدة وتركيا، ولكن لا يعتبر كذلك من قبل الأمم المتحدة وروسيا والصين وسويسرا. لا يعتبر الاتحاد الأوروبي والولايات المتحدة وحلف شمال الأطلسي، وحدات حماية الشعب منظمة إرهابية ويعملون معاً بشكل وثيق لمحاربة داعش. علاوة على ذلك، يصر قادة المنطقة ووحدات حماية الشعب على أن حزب العمال الكردستاني منظمة مستقلة. في عام 2014، اُتُّهِمَت تركيا بدعم هجمات داعش على وحدات حماية الشعب، والسماح لهم بتنفيذ هجمات عبر الحدود التركية وتوفير الدعم اللوجستي. وهناك تعاون عسكري مع إقليم كردستان والولايات المتحدة.

## تعداد السكان

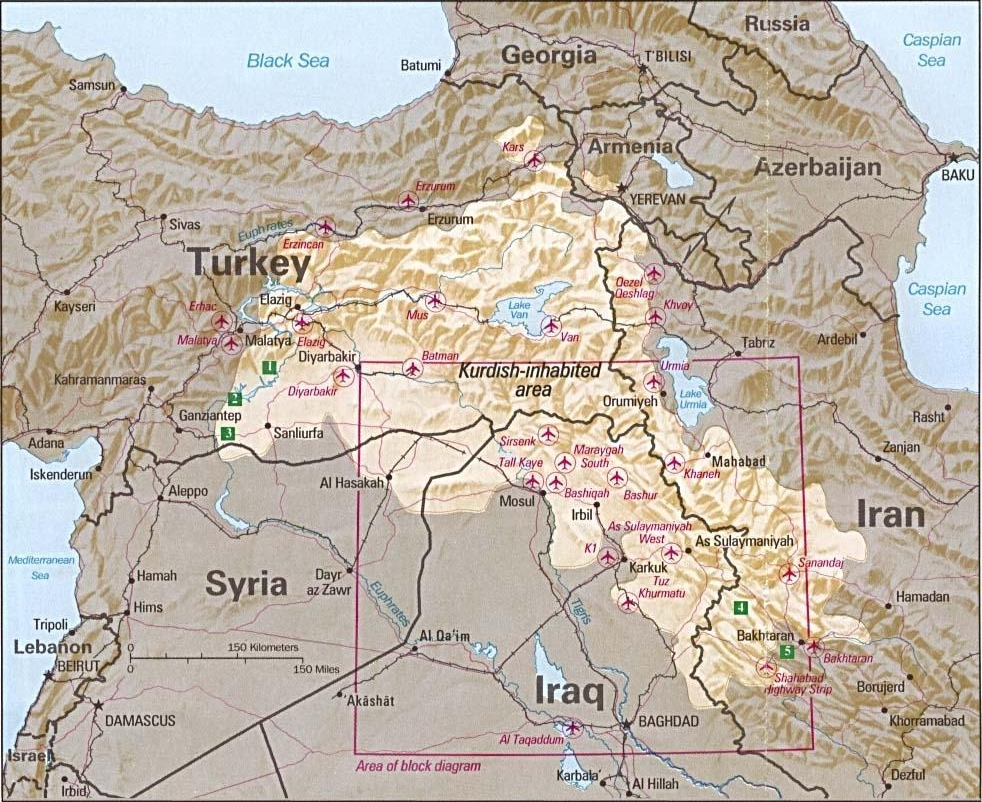
مناطق تواجد الأكراد حسب وكالة المخابرات المركزية الأمريكية في جيبين في شمال سوريا

تسكن المنطقة تاريخيًا جماعات عرقية مُختلفة، أكبرها العَرَب ثُم الكُرد فالآشوريين، إضافة لجماعات صغيرة من الأرمن والشيشان والتركمان واليزيديين.[وفقًا لِمَن؟] ولكن خلال الحرب الأهلية، والنزاع بين داعش وقوات سوريا الديمقراطية التي تقودها مجموعات مسلحة كردية، أدّت سياسة التطهير العرقي والطائفي التي اتّبعها الطرفان إلى تغيير ديمغرافي تجلّى بنزوح عشرات آلاف العرب من قراهم إلى تركيا، وارتكاب انتهاكات بحق المسيحيين الآشوريين واليزيديين مما أدى لتهجيرهم.[بحاجة لمصدر]

## القوات المسلحة
تعد وحدات حماية الشعب بمثابة القسم المسلح للجنة الكردية العليا. وأصبح عدد مقاتليها خلال الحرب الأهلية ما بين 40.000 إلى 50.000 جندي.